# جیانگ وو
جیانگ وو (چینی: 姜武؛ زادهٔ ۴ نوامبر ۱۹۶۷) بازیگر اهل چین است.
از فیلم‌ها یا برنامه‌های تلویزیونی که وی در آن نقش داشته است، می‌توان از برای زندگی، ۱۹۱۱، دوش، دولت‌های جنگ‌طلب، شکار هیولا، جادوگر و مار سفید و علائم خشم نام برد.